# Тойли Атаєв
Тойли Атаєв (туркм. Ataýew Toýly Amanmuhammedowiç) (11 квітня 1973) 52 рік — туркменський дипломат. Надзвичайний і Повноважний Посол Туркменістану в Україні (з 2020).

## Життєпис
Народився 11 квітня 1973 року. Вивчав філологію в Туркменському державному університеті в Ашхабаді.
У 1997—2002 рр. — на викладацькій роботі.
З 2002 року на дипломатичній роботі на посадах секретаря (2002—2006), другого секретаря (2006—2012). 
З 2012 по 2014 рр. працював у Міністерстві закордонних справ Туркменістану.
З січня 2014 по травень 2014 року викладачем у європейських країнах.
17 травня 2014 року призначений Надзвичайним і Повноважним Послом Туркменістану в Німеччині.
3 липня 2014 року вручив вірчі грамоти Президенту Німеччини Йоахіму Ґауку.
З 29 жовтня 2014 року — Надзвичайний і Повноважний Посол Туркменістану в Польщі за сумісництвом.
З 31 серпня 2018 року — Надзвичайний і Повноважний Посол Туркменістану в Данії за сумісництвом.
З 21 січня 2020 року — Надзвичайний і Повноважний Посол Туркменістану в Україні.
13 лютого 2020 року вручив копії вірчих грамот заступнику міністра закордонних справ України Сергію Кислиці.
29 травня 2020 року вручив вірчі грамоти Президенту України Володимиру Зеленському.
З 7 липня 2022 року - Надзвичайний і Повноважний Посол Туркменистану в Республіці Молдова за сумісництвом
7 квітня 2023 року вручив вірчі грамоти Президенту Республікі Молдова пані Маї Санду.